# サウスカロライナ州独立共和党
サウスカロライナ州独立共和党（サウスカロライナしゅうどくりつきょうわとう、Independent Republican Party of South Carolina）は、1870年代のサウスカロライナ州に存在した政党。1872年に共和党のフランクリン・モーゼスが州知事選挙への立候補を表明した際、その政策に反対した元知事ジェイムズ・ローレンス・オアが主導して結成した。

## 1872年の選挙
1872年の州知事選挙において、共和党はフランクリン・モーゼスを公認候補として擁立した。だがモーゼスに反対する共和党員は対立候補を擁立することを計画し、1872年8月22日にリッチランド郡庁舎で会合を開いた。この会合は元知事ジェイムズ・ローレンス・オアの主導で進められた。彼らはモーゼスが州知事になった場合には州政府の改革が進まず、汚職により共和党の将来が危うくなると警告した。そして州知事選挙への対立候補としてルーベン・トムリンソンを独立に立てることを決定した。
だがトムリンソンは大部分の白人からよい評判を受けなかった。その結果、1872年10月16日に実施された州知事選挙でトムリンソンは、共和党候補モーゼスの前に6万9838票対3万6533票で敗北した。この選挙では約4万人の白人が投票に参加しなかったが、もしこれらの票の多くが独立共和党に流れていた場合には選挙結果をひっくり返すに十分であった。

## 1874年の選挙
共和党は1874年の州知事選挙に向けて1874年9月8日に州党大会を開催し、ダニエル・ヘンリー・チェンバレンを次期州知事に擁立した。だがチェンバレンの立候補に不満を持つ共和党員は、再び独立共和党を結成し、州知事候補にサムターの裁判官ジョン・グリーンを、州副知事候補にチャールストンの医師マーティン・ディレイニーを擁立した。サウスカロライナ州保守党は10月8日に独立共和党の候補を支持し、選挙協力を表明した。
州知事選挙は1874年11月3日に実施され、チェンバレンがグリーンを1万票以上の差で破った。だが独立共和党は同年の連邦議会選挙においてエドモンド・マッキーを当選させることに成功した。また独立共和党は州保守党との融和を図り、州議会選挙でもいくつかの議席を勝ち取った。

## 1876年の選挙
1876年、サウスカロライナ州では強い民主党の再建がなされ、民主党はウェイド・ハンプトンを州知事候補に推薦した。一方、共和党は再選を目指すダニエル・ヘンリー・チェンバレンを推し、州の情勢は大きく2つに分かれた。独立共和党の多くの党員は共和党候補チェンバレンを支持し、共和党へ合流した。チェンバレンを支持しない一部の党員は民主党に合流し、独立共和党は消滅した。